# Ночь зомби (фильм, 2013)
«Ночь зомби» (англ. Zombie Night) — американский телевизионный фильм ужасов 2013 года. Совместное производство канала Syfy и студии The Asylum.

## Сюжет
Семья Джексонов состоит из трёх человек: Патрика, его жены Бёрди и несовершеннолетней дочери Трейси. Патрик и Трейси едут на машине домой к Бёрди и её матери Нане, в небольшой город в Калифорнии. Внезапно Трейси звонит её парень Перри Линкольн, сообщает о наступлении зомби-апокалипсиса и просит приехать к нему. Джексоны добираются до Перри и его семьи, и пытаются продержаться до утра, обороняясь от орд живых мертвецов.

## В ролях
- Энтони Майкл Холл — Патрик Джексон
- Дэрил Ханна — Бёрди Джексон
- Рэйчел Дж. Фокс — Трейси Джексон
- Алан Рак — Джозеф Линкольн
- Дженнифер Тейлор — Карин Линкольн
- Дэниел Росс Оуэнс — Перри Линкольн
- Гибсон Бобби Сджобек — Нейтан Линкольн
- Ширли Джонс — Нана, мать Бёрди
- Зои Каннер — Ирина
- Тиа Робинсон — Дженис
- Рохелио Т. Рамос — офицер Лопез
- Дайан Голднер — офицер Джонсон
- Кит Аллан — мародёр

## Производство и выпуск
Съёмки проходили в Пасадене, штат Калифорния. Бюджет составил всего один миллион долларов.
Режиссёр Джон Гулагер («Пир», «Пираньи 3DD») старался добиться максимального реализма картины. Например, на роли зомби он подбирал людей с ампутированными конечностями, вместо того, чтобы использовать компьютерную графику (это также обусловлено её низким качеством и небольшим бюджетом фильма). Она всё же появляется в нескольких сценах, но только там, где без неё не обойтись. Спецэффекты создавались компанией Synapse FX.
Кит Аллан, прославившийся главной ролью в другом совместном проекте Syfy и The Asylum, телесериале «Нация Z», выступает в «Ночи зомби» в качестве сценариста, а также появляется в небольшой роли мародёра.
Премьера фильма состоялась 26 октября 2013 года на канале Syfy, а 10 декабря «Ночь зомби» вышла на DVD.

## Критика
«Ночь зомби» получила крайне негативные отзывы, как и большинство продукции студии The Asylum. Критиковались, в первую очередь, недоработки сюжета и посредственное качество съёмки.
Обозреватель журнала Variety Брайан Лоури назвал фильм «безмозглой эксплуатационной картиной» и «почти смешной дилетантской попыткой».